# Nasiyanur
Nasiyanur es una ciudad y nagar Panchayat situada en el distrito de Erode en el estado de Tamil Nadu (India). Su población es de 10970 habitantes (2011). Se encuentra a 8 km de Erode y a 47 km de Tirupur.

## Demografía
Según el censo de 2011 la población de Nasiyanur era de 10970 habitantes, de los cuales 5445 eran hombres y 5525 eran mujeres. Nasiyanur tiene una tasa media de alfabetización del 71,58%, inferior a la media estatal del 80,09%: la alfabetización masculina es del 80,48%, y la alfabetización femenina del 62,77%.